# André Leone
André Augusto Leone (San Paolo, 12 febbraio 1979) è un ex calciatore brasiliano, difensore.

## Carriera
Nel 2000 viene tesserato dal Vicenza, insieme al connazionale Jeda, dopo aver partecipato al Torneo di Viareggio con la maglia di una formazione brasiliana.
Tuttavia non debutta mai con i colori biancorossi, e anche un suo passaggio al Siena nel 2002 non avrà miglior sorte.

## Palmarès

### Club

#### Competizioni nazionali
- Campeonato Brasileiro Série C: 1

Ituano: 2003

#### Competizioni statali
- Taça Rio: 1

Vasco da Gama: 2001
- Campionato Mineiro: 1

Cruzeiro: 2006
- Campionato Pernambucano: 1

Sport Recife: 2010